# 近江輝子
近江 輝子（おうみ てるこ、1920年2月1日 - 2008年）は、日本の女優。

## 経歴
淑徳高等女学校卒業後、宝塚音楽歌劇学校に進学。同期に日高澄子、宮城千賀子がいた（宝塚歌劇団25期生を参照）。1938年、宝塚少女歌劇団・雪組に配属。最初は大宮輝子と名乗ったが大美輝子に改名。1945年に宝塚を退団すると、霧立のぼるのロマン座、希望座に加入。1948年12月、大映京都撮影所に入社。同年の『三十三の足跡』で映画デビュー。以後、1971年の大映倒産まで脇役として多くの映画に出演。多い時は年間14、5本に出て、時代劇では中老け役・老女役を得意とした。1972年から松竹芸能に所属し、テレビを中心に活躍。1959年に近江輝子に改名。

## 出演作品

### 映画
- 三十三の足跡（1948年）
- 透明人間現わる（1949年） - 長曾我部君子
- 待っていた象（1949年） - きみ
- 狸銀座を歩く（1950年） - タヌ吉
- 鉄の爪（1951年）
- 愛妻物語（1951年） - 内儀さん
- 源氏物語（1951年）
- 絢爛たる殺人 - 永井夫人
- 新やじきた道中（1952年） - 女中・おきみ
- 雪崩（1952年）
- 大佛開眼（1952年）
- 雨月物語（1953年）
- 怪談佐賀屋敷（1953年）
- 千羽鶴（1953年）
- 祇園囃子（1953年） - 八重
- 怪猫有馬御殿（1953年）
- 山椒大夫（1954年）- 中君[3]
- 噂の女（1954年） - 尾上太夫[1]
- 阿波おどり狸合戦（1954年）
- 嫁とよばれてまだ三月（1954年）
- 夜の河（1956年） - 大沢はつ子[1]
- 月形半平太 花の巻・嵐の巻（1956年）
- 新・平家物語 義仲をめぐる三人の女（1956年）
- 銭形平次捕物控 死美人風呂（1956年）[4]
- 怪猫夜泣き沼（1957年） - お勝
- 日蓮と蒙古大襲来（1958年）
- 化け猫御用だ（1958年）
- 白鷺（1958年）
- 山田長政 王者の剣（1959年）[1]
- かげろう絵図（1959年）[1]
- 四谷怪談（1959年）
- かげろう笠（1959年） - お民
- 千姫御殿（1960年）[1]
- 一本刀土俵入（1960年）[1]
- 犬神屋敷（1960年）
- 花くらべ狸道中（1961年） - お芳
- みだれ髪（1961年）[1]
- 喧嘩富士（1961年）[1]
- 釈迦（1961年）[5]
- 婦系図（1962年）[1]
- 怪談夜泣き灯篭（1962年）
- 殺陣師段平（1962年）
- 女系家族（1963年）
- 悪名市場（1963年）[1]
- 妖僧（1963年）
- 座頭市あばれ凧（1964年）[1]
- 鼠小僧次郎吉（1965年）[1]
- 酔いどれ波止場（1966年）[1]
- 牡丹灯篭（1968年）
- 妖怪百物語（1968年）
- 秘剣破り（1969年）[1]
- 四谷怪談 お岩の亡霊（1969年）
- おさな妻（1970年）[1]
- しびれくらげ（1970年）
- 怪談累が渕（1970年）
- 穴場あらし（1971年）[1]
- 座頭市御用旅（1972年）[1]
- 御用牙 かみそり半蔵地獄責め（1973年）

### テレビドラマ
- 大岡越前（TBS / C.A.L） 
  - 第2部 第25話「おとし穴」 （1971年11月1日） - 田所の母
  - 第3部 第4話「消えた御用金」 （1972年7月3日） - 堺屋の女房･お𠮷
  - 第4部 第4話「祝言」 （1974年10月28日） - 鶴亀屋の女房
  - 第8部 第24話「雪絵を狙った夜の奉行」 （1985年1月7日）
  - 第9部 第4話「忠相を慕う女」 （1985年11月25日） - おかん
  - 第10部 第6話「弱者に誓う大岡裁き」 （1988年4月4日）
- 座頭市物語 第14話「赤ン坊喧嘩旅」（1975年、フジテレビ系／CX）
- 遠山の金さん 杉良太郎版 （NET/東映）
  - 第1シリーズ
    - 第17話「裏入学をあばけ!!」（1976年）
    - 第27話「花の廓の闇に咲け!!」（1976年）
    - 第55話「背信」（1976年）- 大門屋弥兵衛の妻
    - 第101話「誰がための五百両」（1977年）- 松葉屋(女郎屋)のおかみ

  - 第2シリーズ 第4話「泣いて笑って艶姿」（1979年）- お粂
- 水戸黄門（TBS / C.A.L.）
  - 第8部 第17話「鹿が知ってた悪い奴 -奈良-」（1977年11月7日） - くめ
  - 第9部 第17話「狐が唄った相馬盆唄 -相馬-」（1978年8月21日） - 母親
  - 第10部 第14話「鬼が盗んだ運上金 -草津-」（1979年11月12日） - おつね
  - 第12部 第9話「闇に閃く白頭巾 -膳所-」（1981年10月26日） - 佐橋松枝
  - 第16部
    - 第5話「花嫁は免許皆伝 -藤枝-」（1986年5月26日） - 茶屋の女将
    - 第12話「京人形に賭けた芸妓の意地 -京-」（1986年7月14日） - 祇園の女将
- 必殺シリーズ（ABC / 松竹）
  - 必殺仕掛人
    - 第12話「秋風二人旅」（1972年11月18日） - 崎
    - 第24話「士農工商大仕掛け」（1973年） - 茶屋のおかみ

  - 必殺仕置人 第10話「ぬの地ぬす人ぬれば色」（1973年6月23日） - 添島
  - 助け人走る
    - 第18話「放蕩大始末」（1974年） - 浦部とも
    - 第30話「賃金大仕掛」（1974年） - お春
    - 第36話「解散大始末」（1974年6月22日） - 浦尾

  - 必殺必中仕事屋稼業 第10話「売られて勝負」（1975年3月8日） - おさき
  - 必殺仕置屋稼業
    - 第10話「一筆啓上 姦計が見えた」（1975年9月5日） - お寅
    - 第24話「一筆啓上血縁が見えた」（1975年） - おせき

  - 必殺仕業人
    - 第7話「あんたこの仇討どう思う」（1976年） - 女将
    - 第18話「あんた この手口をどう思う」（1976年5月14日）-丹波屋女将

  - 必殺からくり人・血風編 第6話「悲恋を葬る紅い涙」（1976年） - 女将
  - 新・必殺仕置人
    - 第9話「悪縁無用」（1977年3月18日）-おせん
    - 第21話「質草無用」（1976年6月10日）-おけら屋内儀
    - 第30話「夢想無用」（1976年8月12日）-文吉の母

  - 必殺仕事人
    - 第24話「冥土へ道連れを送れるか?」（1979年） - 女将
    - 第78話「疾風技 浮世節無情斬り」（1980年） - お勝

  - 新・必殺仕事人
    - 第2話「主水 気分滅入る」（1981年） - お万
    - 第21話「主水左遷を気にする」（1981年） - 女

  - 必殺仕舞人 第4話「江差追分母娘の別れ」（1981年） - 妙蓮尼
  - 新・必殺仕事人 第29話「主水ねこばばする」（1982年） - 女郎屋のお女将
- 暴れん坊将軍シリーズ
  - 吉宗評判記 暴れん坊将軍
    - 第7話「賽の河原に立つ男」（1978年）- 料亭の女将
    - 第111話「咲け! 姥捨山の恋」（1980年）- 滝子
    - 第155話「将軍の花嫁なんていや!」（1981年）- 淡路
    - 第169話「天晴れ! 腹ぺこ一番槍」（1981年）- 御中﨟
    - 第192話「泣き笑い河内人情ど根性」（1982年）- お角
    - 第206話「泣くな太郎吉! 男の子」（1982年）- お熊

  - 暴れん坊将軍II
    - 第68話「いま、ひと夏のいのち唄!」（1984年）- お米
    - 第102話「質に入っため組の喧嘩!」（1985年）- 女将
    - 第131話「地獄の沙汰を待つ女!」（1985年）- お伝

  - 暴れん坊将軍III
    - 第17話「御生母が叱った仇討姉弟」（1988年）- 大蔵
    - 第92話「地獄で仏のおやこ唄」（1990年）- よね
- 日本名作怪談劇場 第6話「怪談 利根の渡」（1979年、12ch）- お信
- 影の軍団II（KTV / 東映）
  - 第2話「姿なき吸血鬼」（1981年）- 常盤
  - 第11話「真夜中に上る死の煙」（1981年）- おぶん
- 怪談牡丹燈籠（1982年）
- 怨（1982年）
- 遠山の金さん 高橋英樹版 （テレビ朝日）
  - パート1
    - 第54話「お弓が三人! ホンモノは誰だ!?」（1983年）
    - 第123話「尼僧物語・禁じられた灼熱の恋!」（1984年）

  - パート2
    - 第35話「女賞金稼ぎ・陽炎のお仙!」（1986年）
    - 第41話「江戸妖婦伝!」（1986年）
- 真夜中の鬼女（1984年）
- 京都妖怪地図 河原町に棲む四百歳の不倫女医（1986年） - 水品靖子
- 名奉行 遠山の金さん 第5シリーズ 第14話「浮世絵連続殺人!」（1993年）- おみね

### 舞台
- 世界名作童話 オペレッタ『アルプスの山の娘』（宝塚少女歌劇団雪組、1940年7月26日〜8月25日、宝塚大劇場）
- 日本名所図会（宝塚少女歌劇団雪組、1941年1月、東京宝塚劇場） - 鬼の念仏[6]
- 桜（宝塚少女歌劇団雪組、1941年3月、宝塚大劇場） - 源五右衛門[7]
- 弓張月（宝塚少女歌劇団雪組、1941年6月、宝塚大劇場） - 紀平治[8]
- 豊穣歌（宝塚少女歌劇団雪組、1941年10月、東京宝塚劇場） - 仲人[9]
- 高原の秋（宝塚少女歌劇団雪組、1941年10月、東京宝塚劇場） - 吉田[9]
- 奥州二本松（宝塚少女歌劇団雪組、1941年12月、宝塚中劇場） - 良蔵[10]
- 藤原釜足一座カマさんの見世物座・霧立のぼる希望座大合同劇（1946年1月31日、松竹劇場）[2]